# جیجیونگ
جیجیونگ (به انگلیسی: Jugiong) یک روستا و شهرک در استرالیا است که در نیو ساوت ولز واقع شده‌است.